# Prebačevo
Prebačevo je naselje v Občini Šenčur.